# Franz Leo Human
Franz Leo Human (* 19. Oktober 1894 in Wien; † 1957) war ein österreichischer Komponist, Chordirigent und Musikpädagoge.
Human wirkte in Wien als Dirigent des Simmeringer Männergesangsvereins und Musikpädagoge an der Lehrerbildungsanstalt in der Wiener Hegelgasse. Gemeinsam mit Erwin Leuchter komponierte er die Musik zu Robert Ehrenzweigs Das Große Festspiel, die zur Eröffnung der 2. Arbeiter-Olympiade 1931 in Wien aufgeführt wurde. Zur gleichen Zeit veröffentlichte er mit Viktor Korda eine Volksliedersammlung, die vom Österreichischen Arbeiter-Sängerbund herausgegeben wurde.
1944 wurde Human zum Kriegsdienst eingezogen. Nach seiner Rückkehr aus der Kriegsgefangenschaft kam er nach Weitra. Hier leitete er einen Kinderchor, wirkte als Kantor und Organist und gründete mit seiner Frau Karoline 1949 die städtische Musikschule. Seine Kinderoper Die Stadt wurde 1948 im Weitraer Schlosstheater uraufgeführt. Das Werkverzeichnis Humans umfasst einhundert Kompositionen, darunter viele Lieder und Chorwerke.

## Werke
- Das Große Festspiel (mit Erwin Leuchter, Text: Robert Ehrenzweig), 1930
- Singende Jugend. Eine Sammlung von Volksliedern in polyphoner Bearbeitung, zum Teil mit Verwendung von Melodie-Instrumenten, herausgegeben vom Österreichischen Arbeiter-Sängerbund (mit Viktor Korda, 1928)
- Mutter, wie schön bist du für Frauenchor, UA 1945
- Heimat für Chor
- Weitraer moments musicaux
- Schweigendes Tun
- Lied der Frauen
- Abendmusik, kleine Chorkantate mit Instrumenten nach volkstümlichen Liedern und Volksliedern für gemischten Chor mit Klavierbegleitung, Violine, Viola, Cello, Klar. in B und Horn in F
- O du schiane süaßi Nachtigall für Chor, 1950
- Kleine Geschichte nach Christian Morgenstern für fünf gemischte Stimmen a cappella
- Es war amal an Abend spät
- Drei Gesänge von Wilhelm Szabo
- Kuenringer – Marsch